# Henri Delaborde (schermer)
Henri Delaborde was een Frans schermer. Delaborde nam deel aan twee edities van Olympische Zomerspelen, maar behaalde geen enkele medaille. Tijdens de eerste editie van 1896 eindigde hij samen met Konstantinos Komninos-Miliotis in het scherm-onderdeel floret op de vijfde plaats.